# Richard Kieckhefer
Richard Alan Kieckhefer (* 1. Juni 1946) ist ein US-amerikanischer Mittelalterhistoriker.

## Leben
Nach einer Grundausbildung an der Saint Louis University promovierte er 1972 an der University of Texas at Austin in Geschichte, verbrachte ein Jahr in München bei den Monumenta Germaniae Historica mit Unterstützung des DAAD. Er ist Professor für Geschichte und John Evans Professor für Religionswissenschaft an der Northwestern University.
Seine Forschung konzentriert sich auf die spätmittelalterliche religiöse Kultur, einschließlich mystischer Theologie, Magie, Hexerei und Kirchenarchitektur in Bezug auf die Pfarrreligion.
2006 wurde Kieckhefer in die American Academy of Arts and Sciences gewählt.

## Schriften (Auswahl)
- Magie im Mittelalter. München 1992, ISBN 3-406-36625-2.
- Theology in stone. Church architecture from Byzantium to Berkeley. New York 2004, ISBN 0-19-515466-5.
- There once was a serpent. A history of theology in limericks. Ropley 2010, ISBN 1846942969.
- Forbidden rites. A necromancer’s manual of the fifteenth century. University Park 2012, ISBN 0-271-01751-1.